# Józef Hilary de Lilia Nowalski

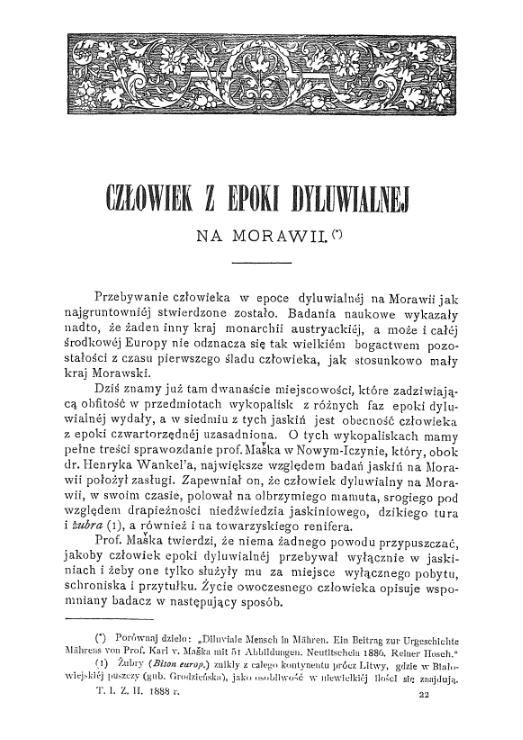
Fragment artykułu Józefa Nowalskiego opublikowany w "Ateneum Polskim " 1888, T. 1, z. 2, s. 337-339

Józef Hilary de Lilia Nowalski (3.01.1857 Krasne koło Sejn-10.11.1928) – polski archeolog, muzealnik, odkrywca m.in. rzymskiej osady Vindobona i pozostałości Carnuntum.

## Życiorys
Urodził się w 1857 r. w Krasnem na Suwalszczyźnie, w rodzinie o sporych tradycjach kulturalnych. Starszy brat - Stanisław był zakonnikiem w zgromadzeniu kamedułów.

O dzieciństwie i młodości Nowalskiego nie udało się odnaleźć materiałów.  Wiadomo natomiast, iż kształcił się w gimnazjum realnym w Warszawie,  jak również w warszawskiej Szkole Rysunkowej oraz w Konserwatorium Muzycznym.  

Jak podaje Marian Wawrzeniecki  około 1878 roku z powodów politycznych usuwa się [Nowalski]z Warszawy i osiada w Krakowie, gdzie chodzi do Wszechnicy Jagiellońskiej (uczeń Józefa Łepkowskiego) oraz do S. S. Pięknych J. Matejki.

W 1882 przerwał krakowskie studia i wyjechał z kraju (podobno ze względów politycznych). Przebywał na Węgrzech, na Spiszu w Szmeksie, Kiesmarku i w Beli – tu prowadził swoje pierwsze poszukiwania archeologiczne. 

Następnie trafił do Wiednia, gdzie podjął studia archeologiczne na tamtejszej uczelni. 
Z publikowanych materiałów wynika, iż trwających 12 lat studiów nie ukończył, nie uzyskał też żadnego stopnia naukowego. Joachim Śliwa zauważa w swojej pracy, iż określano go jako hospitanta uniwersyteckiego Seminarium Archeologiczno-Epigraficznego).  Natomiast Anna Sadurska podaje, że Praktyka była mu bliższa niż teoria (…) Rzuciwszy pewnego dnia pracownię naukową na rzecz pasjonujących go wykopalisk, popada w zatarg z władzami uniwersyteckimi. 
W latach osiemdziesiątych i dziewięćdziesiątych dziewiętnastego wieku prowadził intensywną działalność wykopaliskową. W l. 1889-1890 badał wyspy Adrić, Vellia i Pago na Adriatyku. W 1891 r. podjął prace na stanowisku archeologicznym w Carnuntum. W l. 1895-1896 uczestniczył w wykopaliskach w okolicach Olbii (Krym).

W latach 90. dziewiętnastego wieku podjął także współpracę z polskimi ośrodkami i instytucjami naukowymi, m.in. z krakowską Akademią Umiejętności. Od 1918 r. zasilał darami Uniwersytet Warszawski, a wreszcie w 1919 r., po blisko 40-letniej niebytności, odwiedził  Warszawę. Udał się wtedy również w swoje strony rodzinne. U schyłku życia (l. 1925-6-7) natomiast prowadził badania w Tulln nad Dunajem, gdzie zorganizował również muzeum. 

Zmarł po ciężkiej chorobie (nowotwór) 10 listopada 1928 r. w Hietzing pod Wiedniem. Został pochowany na tamtejszym cmentarzu. 

Janusz Kopciał  podaje za prof. Jerzym Wielowiejskim, iż jeszcze w 1964 r. na cmentarzu wiedeńskim istniała tablica pamiątkowa poświęcona Nowalskiemu.

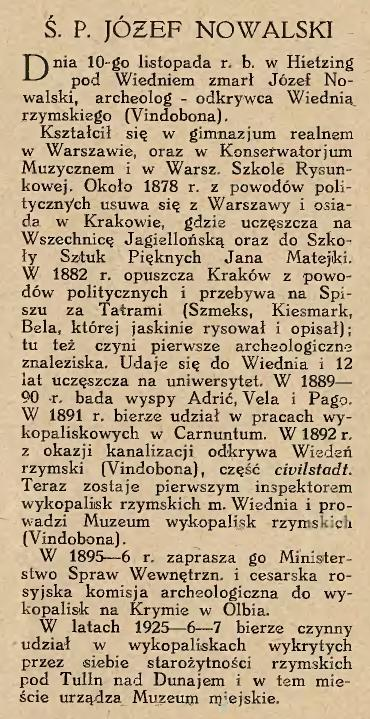
Nekrolog Józefa Nowalskiego. Źródło: "Tygodnik Ilustrowany" 1928, nr 48, s. 895

## Działalność archeologiczna i muzealnicza
Na przełomie XIX i XX wieku duże zasługi dla archeologii rzymskiego pogranicza w Dolnej Austrii oddał, pochodzący z Suwalszczyzny, Józef Hilary de Lilia Nowalski. Prowadził wykopaliska m.in. w:

- Wiedeń - odkrył starożytną Vindobonę
- okolice miasteczek Petronell i Deutsch Altenburg - pozostałości Carnuntum – odkrycie m.in. rzymskiego kamiennego sarkofagu, systemu kanalizacji, świątyni Sylwana, fragmentów murów miejskich
- stanowisko rzymskie w Tulln nad Dunajem (Comagena)
- wykopaliska na Krymie w Olbii na zaproszenie Ministra Spraw Wewnętrznych i cesarskiej rosyjskiej komisji archeologicznej

Założyciel bądź współzałożyciel:
- Museum Vindobonense przy Rainergasse 13 w Wiedniu (gromadziło rzymskie zabytki miasta)
- miejskie muzeum starożytności w Tulln
- Museum Cornuntinum

## Ciekawostki
- Janusz Kopciał podaje, iż po drugiej wojnie jedną z ulic na przedmieściach Wiednia nazwano (...) Nowalskigasse[7].
- Za swoje zasługi w dziedzinie archeologii Nowalski został mianowany inspektorem zabytków archeologicznych w Dolnej Austrii.